# Dago García
Darío Armando García Granados (Bogotá, 11 de febrero de 1962) es un libretista, productor, cineasta y comunicador social colombiano. Actualmente, es el vicepresidente de producción de Caracol Televisión.

## Biografía

### Primeros años
Dago nació en Bogotá el 11 de febrero de 1962. Su primer trabajo fue como disc-jockey en la reconocida discoteca Quiebracanto. Padre de dos niñas, su primera esposa fue Marta Osorio, quien actualmente es actriz. Desde el 2000, está casado con la periodista María Mercedes Sánchez, más conocida como Mechaz. Su hermano menor, Mario Iván García Granados, es productor ejecutivo de Producciones Dago García Limitada. Esta programadora fue fundada el 1 de noviembre de 1999 como una productora de cine y se incorporó como concesionaria de televisión en agosto del 2005, cuando presentó licitación del Canal Trece y salió favorable el 1 de enero de 2006 con 2.0 horas diarias y 1.5 horas semanales.

### Trayectoria
Dago ha sido escritor de televisión, teatro y cine desde la década de 1990. Junto a Luis Felipe Salamanca escribió más de 30 telenovelas y series, en su mayoría producidas por el dúo conocido como Salamanca & García. Ha sido galardonado por medios nacionales y latinoamericanos como los premios Simón Bolívar, India Catalina y Tv y Novelas, además de ganar el Premio El Tiempo a mejor libretista y mejor telenovela. También obtuvo el premio a mejor libretista y mejor producción en el Encuentro Latinoamericano de Telenovelas de 2004, en Uruguay.
Con sus películas La mujer del piso alto y Posición viciada obtuvo el premio Cinemateca Distrital 25 años al mejor guion, además de ser las nominadas por Colombia a los Premios Goya en 1998. Su largometraje Es mejor ser rico que pobre participó en la Selección Oficial en los Festivales de Cartagena, Chicago, Montreal y Miami.
Dago García Producciones Ltda, productora y distribuidora cinematográfica, fue creada por Dago García y el director de fotografía Juan Carlos Vásquez en el año 1995, y desde 1999 ha logrado estrenar anualmente en el mercado una película que busca la conexión del pueblo colombiano en general. Con dicha empresa, Dago ha sido productor y guionista de varias películas.
Antes de 2002, García ofició como profesor de cátedra de guion en instituciones educativas como el Externado, la Javeriana, la Jorge Tadeo Lozano, el Rosario, la Central, la Minuto de Dios y de la Escuela Internacional de Cine y Televisión de San Antonio de los Baños, Cuba.
En 2016, se convirtió junto al equipo de El Abrazo de la Serpiente, en el primer colombiano en ser nominado al premio Óscar. Posteriormente García produjo de nuevo para la dupla conformada por Ciro Guerra y Cristina Gallego el largometraje Pájaros de Verano, que fue seleccionada para abrir la edición n.º 50 de la Quincena de Directores en el Festival de Cannes de 2018.
En 2019, ofició como productor ejecutivo del seriado de Netflix Siempre Bruja, siendo el segundo proyecto original realizado por la multinacional en Colombia. Un año después, creó una nueva serie de televisión titulada Chichipatos, estrenada en mayo de 2020 en Netflix.

## Filmografía

### Cine
Esta es una tabla de las películas en las que Dago García ha estado involucrado.
| Año  | Película                           | Acreditado como | Acreditado como | Acreditado como | Acreditado como | Acreditado como |
| Año  | Película                           | Director        | Productor       | Guionista       | Editor          | Otro            |
| ---- | ---------------------------------- | --------------- | --------------- | --------------- | --------------- | --------------- |
| 2021 | El paseo 6                         | No              | Sí              | Sí              | Sí              | No              |
| 2021 | Lokillo en: Mi Otra Yo             | No              | Sí              | Sí              | Sí              | No              |
| 2019 | Niña errante                       | No              | Sí              | No              | No              | No              |
| 2018 | Pájaros de verano                  | No              | Sí              | No              | No              | No              |
| 2018 | El man del porno                   | No              | Sí              | No              | No              | No              |
| 2018 | El paseo 5                         | No              | Sí              | Sí              | Sí              | No              |
| 2018 | La pena máxima (remake)            | No              | Sí              | Sí              | Sí              | No              |
| 2017 | El paseo de Teresa                 | No              | Sí              | Sí              | Sí              | No              |
| 2017 | Agente Ñero Ñero 7: Comando Jungla | No              | Sí              | No              | No              | No              |
| 2017 | El coco 2                          | No              | Sí              | Sí              | Sí              | No              |
| 2017 | El país más feliz del mundo        | No              | Sí              | Sí              | Sí              | No              |
| 2017 | El Culebro: La historia de mi papá | No              | No              | No              | No              | Sí              |
| 2016 | El paseo 4                         | No              | Sí              | Sí              | Sí              | No              |
| 2016 | El Coco                            | No              | Sí              | Sí              | Sí              | No              |
| 2016 | Agente Ñero Ñero 7                 | No              | Sí              | No              | No              | No              |
| 2016 | El lamento                         | No              | Sí              | Sí              | Sí              | No              |
| 2015 | El Abrazo de la Serpiente          | No              | Sí              | No              | No              | No              |
| 2015 | Una al año no hace daño 2          | No              | Sí              | Sí              | Sí              | No              |
| 2015 | Vivo en el limbo                   | Sí              | Sí              | Sí              | Sí              | No              |
| 2015 | Reguechicken                       | Sí              | Sí              | Sí              | Sí              | No              |
| 2014 | Uno al año no hace daño            | No              | Sí              | Sí              | Sí              | No              |
| 2014 | Shakespare                         | Sí              | Sí              | Sí              | Sí              | No              |
| 2014 | Carta al niño Dios                 | No              | Sí              | Sí              | Sí              | No              |
| 2013 | El paseo 3                         | No              | Sí              | Sí              | Sí              | No              |
| 2013 | El control                         | No              | Sí              | Sí              | Sí              | No              |
| 2012 | El paseo 2                         | No              | Sí              | Sí              | Sí              | No              |
| 2012 | Mi gente linda, mi gente bella     | No              | Sí              | Sí              | Sí              | No              |
| 2012 | La captura                         | Sí              | Sí              | Sí              | No              | No              |
| 2011 | El escritor de telenovelas         | No              | Sí              | Sí              | Sí              | No              |
| 2010 | El paseo                           | No              | Sí              | Sí              | Sí              | No              |
| 2009 | In Fraganti                        | No              | Sí              | Sí              | Sí              | No              |
| 2008 | Ni te cases, ni te embarques       | No              | Sí              | Sí              | Sí              | No              |
| 2007 | Muertos de susto                   | No              | Sí              | Sí              | No              | No              |
| 2006 | Las Cartas del Gordo               | Sí              | Sí              | Sí              | No              | No              |
| 2005 | Mi abuelo, mi papá y yo            | Sí              | Sí              | Sí              | No              | No              |
| 2004 | La esquina                         | No              | Sí              | Sí              | Sí              | No              |
| 2004 | Colombianos, un acto de fe         | No              | Sí              | No              | No              | No              |
| 2003 | El Carro                           | No              | Sí              | Sí              | No              | No              |
| 2002 | Te Busco                           | No              | Sí              | Sí              | No              | No              |
| 2001 | La Pena Máxima                     | No              | Sí              | Sí              | Sí              | No              |
| 2000 | Kalibre 35                         | No              | Sí              | Sí              | Sí              | No              |
| 1999 | Es mejor ser rico que pobre        | No              | Sí              | Sí              | No              | No              |
| 1997 | Posición Viciada                   | No              | Sí              | Sí              | No              | No              |
| 1995 | La Mujer del Piso Alto             | No              | Sí              | Sí              | No              | No              |

### Televisión y medios digitales
Esta es una tabla de las producciones para televisión en las que Dago García ha estado involucrado.
| Año  | Seriado/telenovela                    | Acreditado como | Acreditado como | Acreditado como | Acreditado como | Acreditado como |
| Año  | Seriado/telenovela                    | Director        | Productor       | Guionista       | Editor          | Otro            |
| ---- | ------------------------------------- | --------------- | --------------- | --------------- | --------------- | --------------- |
| 2023 | La primera vez                        |                 |                 | Sí              |                 | Sí              |
| 2020 | Chichipatos                           |                 | Sí              | Sí              |                 |                 |
| 2019 | Siempre Bruja                         |                 | Sí              |                 |                 |                 |
| 2016 | Polvo Carnavalero                     |                 | Sí              |                 |                 |                 |
| 2014 | Colombia en el espejo                 |                 |                 |                 |                 | Sí              |
| 2013 | El Señor de los Cielos                |                 | Sí              |                 |                 |                 |
| 2013 | Prohibido amar                        |                 |                 | Sí              |                 |                 |
| 2011 | Amar y temer                          |                 |                 | Sí              |                 |                 |
| 2011 | La teacher de Inglés                  |                 |                 | Sí              |                 |                 |
| 2010 | El encantador                         |                 | Sí              |                 |                 |                 |
| 2010 | Secretos de familia                   |                 |                 | Sí              |                 |                 |
| 2009 | Todas odian a Bermúdez                |                 | Sí              | Sí              |                 |                 |
| 2008 | La pasión según nuestros días         |                 |                 | Sí              |                 |                 |
| 2006 | La ex                                 |                 | Sí              | Sí              |                 |                 |
| 2006 | Amores cruzados                       |                 |                 | Sí              |                 |                 |
| 2005 | El baile de la vida                   |                 | Sí              | Sí              |                 |                 |
| 2004 | La Saga: Negocio de Familia           | Sí              | Sí              |                 |                 |                 |
| 2004 | Luna, la heredera                     |                 |                 | Sí              |                 |                 |
| 2004 | La séptima puerta                     |                 |                 | Sí              |                 |                 |
| 2003 | Ángel de la guarda, mi dulce compañía |                 | Sí              |                 |                 |                 |
| 2003 | Sofía dame tiempo                     |                 |                 | Sí              |                 |                 |
| 2003 | Como Pedro por su casa                |                 |                 | Sí              |                 |                 |
| 2002 | María Madrugada                       |                 |                 | Sí              |                 |                 |
| 2002 | Pecados Capitales                     |                 |                 | Sí              |                 |                 |
| 2001 | Pedro el escamoso                     |                 |                 | Sí              |                 |                 |
| 2000 | Tío Alberto                           |                 |                 | Sí              |                 |                 |
| 2000 | La baby sister                        |                 | Sí              |                 |                 |                 |
| 2000 | María Rosa, búscame una esposa        |                 |                 | Sí              |                 |                 |
| 1999 | Julius                                | Sí              |                 |                 |                 |                 |
| 1999 | La Guerra de las Rosas                |                 | Sí              | Sí              |                 |                 |
| 1998 | Tres veces Sofía                      |                 |                 | Sí              |                 |                 |
| 1998 | Tierra de nadie                       |                 |                 | Sí              |                 |                 |
| 1997 | Dios se lo pague                      |                 | Sí              | Sí              |                 |                 |
| 1996 | La sombra del deseo                   |                 |                 | Sí              |                 |                 |
| 1996 | Candela                               |                 |                 | Sí              |                 |                 |
| 1994 | Pasiones secretas                     |                 |                 | Sí              |                 |                 |
| 1992 | El último beso                        |                 |                 | Sí              |                 |                 |
| 1990 | El pasado no perdona                  |                 |                 | Sí              |                 |                 |
| 1990 | Te voy a enseñar a querer             |                 |                 | Sí              |                 |                 |